# Chimdessa Debele
Chimdessa Debele (13 settembre 2003) è un mezzofondista etiope.

## Palmarès
| Anno | Manifestazione      | Sede         | Evento         | Risultato | Prestazione | Note |
| ---- | ------------------- | ------------ | -------------- | --------- | ----------- | ---- |
| 2022 | Campionati africani | Saint-Pierre | 10000 m piani  | Argento   | 29'22"74    |      |
| 2023 | Mondiali di cross   | Bathurst     | Corsa seniores | 11º       | 30'13"      |      |
| 2023 | Mondiali di cross   | Bathurst     | A squadre      | Argento   | 33 p.       |      |
| 2024 | Mondiali di cross   | Belgrado     | Corsa seniores | 16º       | 29'05"      |      |
| 2024 | Mondiali di cross   | Belgrado     | A squadre      | Bronzo    | 40 p.       |      |

## Campionati nazionali
2019
- 11º ai campionati etiopi, 10000 m piani - 29'28"9

2022
- 13º ai campionati etiopi, 5000 m piani - 13'59"9

## Altre competizioni internazionali
2022
- Bronzo alla Mezza maratona di Cardiff ( Cardiff) - 1h00'18"

2023
- 11º alla World 10K Bangalore ( Bangalore) - 28'48"

2024
- 8º alla Mezza maratona di Barcellona ( Barcellona) - 1h00'23"
- 8º alla adizero Road to Records ( Herzogenaurach), 10 km - 27'27"
- 6º alla Maratona di Valencia ( Valencia) - 2h04'44"

2025
- Bronzo alla Maratona di Rotterdam ( Rotterdam) - 2h05'26"